# Приз справедливой игры (хоккей)
Приз справедливой игры — хоккейный приз, существовавший с 1971 по 2001 год. Учредителем приза являлся журнал «Огонек». Обладателем приза становилась команда, имевшая наименьшую разность двух статистических показателей – штрафного времени и заброшенных шайб. С 2001 года не вручается.

## Все лауреаты
| Сезон     | Команда                   |
| --------- | ------------------------- |
| 1970/1971 | ЦСКА Москва               |
| 1971/1972 | ЦСКА Москва               |
| 1972/1973 | «Спартак» Москва          |
| 1973/1974 | «Крылья Советов» Москва   |
| 1974/1975 | «Торпедо» Горький         |
| 1975/1976 | «Спартак» Москва          |
| 1976/1977 | «Динамо» Москва           |
| 1977/1978 | СКА Ленинград             |
| 1978/1979 | «Динамо» Москва           |
| 1979/1980 | «Динамо» Москва           |
| 1980/1981 | ЦСКА Москва               |
| 1981/1982 | ЦСКА Москва               |
| 1982/1983 | ЦСКА Москва               |
| 1983/1984 | ЦСКА Москва               |
| 1984/1985 | ЦСКА Москва               |
| 1985/1986 | ЦСКА Москва               |
| 1986/1987 | ЦСКА Москва               |
| 1987/1988 | «Сокол» Киев              |
| 1988/1989 | ЦСКА Москва               |
| 1989/1990 | «Сокол» Киев              |
| 1990/1991 | «Крылья Советов» Москва   |
| 1991/1992 | «Спартак» Москва          |
| 1992/1993 | «Салават Юлаев» Уфа       |
| 1993/1994 | «Торпедо» Ярославль       |
| 1994/1995 | «Торпедо» Ярославль       |
| 1995/1996 | «Торпедо» Ярославль       |
| 1996/1997 | ЦСК ВВС Самара            |
| 1997/1998 | «Салават Юлаев» Уфа       |
| 1998/1999 | ЦСК ВВС Самара            |
| 1999/2000 | «Мечел» Челябинск         |
| 2000/2001 | «Торпедо» Нижний Новгород |

- Призы российского хоккея
- Чемпионат СССР по хоккею с шайбой
- Чемпионат МХЛ по хоккею с шайбой
- Чемпионат России по хоккею с шайбой